# هانك بيري
هانك بيري (بالإنجليزية: Hank Perry)‏ هو لاعب كرة قاعدة أمريكي، ولد في 28 يوليو 1886 في هويل في الولايات المتحدة، وتوفي في 18 يوليو 1956 في بونتياك في الولايات المتحدة.

## وصلات خارجية
- هانك بيري على موقعبيزبول رفرنس.كوم (الدوري الرئيسي) (الإنجليزية)
- هانك بيري على موقعبيزبول رفرنس.كوم (الدوري الثانوي) (الإنجليزية)